# Progressive Alliance (Ghana)
Progressive Alliance nannte sich eine zu den Wahlen 1992 in Ghana gegründete politische Vereinigung. 
Sie galt als politischer Gegner der Great Alliance. 
Der seit 1981 in Ghana regierenden Militärdiktator Jerry Rawlings, rief bei den ersten demokratischen Wahlen der vierten Republik Ghanas die Progressive Alliance ins Leben. Bei den Wahlen 1992 setzen sich die Parteien der Progressive Alliance deutlich durch, einige Parteien der Opposition boykottierten die Wahlen. Rawlings wurde mit der Progressive Alliance erster Präsident der vierten ghanaischen Republik.
Die Progressive Alliance setzte sich aus dem National Democratic Congress (NDC), der Party Every Ghanaian Living Everywhere (Egle) und der Democratic People’s Party (DPP) zusammen. 